# Liste der Monuments historiques in Médis
Die Liste der Monuments historiques in Médis führt die Monuments historiques in der französischen Gemeinde Médis auf.

## Liste der Bauwerke
| Bezeichnung               | Beschreibung                    | Standort | Kennzeichnung | Schutzstatus | Datum | Bild           |
| ------------------------- | ------------------------------- | -------- | ------------- | ------------ | ----- | -------------- |
| Château de la Rigaudière  | Schloss aus dem 18. Jahrhundert | (Lage)   | PA17000002    | Classé       | 1996  | weitere Bilder |
| Kirche St-Pierre-ès-Liens | Erbaut im 12. Jahrhundert       | (Lage)   | PA00104802    | Classé       | 1946  | weitere Bilder |